# Lucrécia
Lucrécia este un oraș în Rio Grande do Norte (RN), Brazilia.